# Хрустово (Куявсько-Поморське воєводство)
Хрустово (пол. Chróstowo) — село в Польщі, у гміні Домброва-Біскупія Іновроцлавського повіту Куявсько-Поморського воєводства.
Населення — 220 осіб (2011).
У 1975-1998 роках село належало до Бидгощського воєводства.

## Демографія
Демографічна структура станом на 31 березня 2011 року:
|          | Загалом | Допрацездатний вік | Працездатний вік | Постпрацездатний вік |
| -------- | ------- | ------------------ | ---------------- | -------------------- |
| Чоловіки | 114     | 21                 | 83               | 10                   |
| Жінки    | 106     | 16                 | 71               | 19                   |
| Разом    | 220     | 37                 | 154              | 29                   |